# Vanleer, Tennessee
Vanleer, Tennessee (енгл. Vanleer) град је у америчкој савезној држави Тенеси.

## Демографија
По попису из 2010. године број становника је 395, што је 85 (27,4%) становника више него 2000. године.
| Група             | 2000.       | 2010.       |
| Белци             | 293 (94,5%) | 391 (99,0%) |
| Афроамериканци    | 2 (0,6%)    | 0 (0,0%)    |
| Азијати           | 0 (0,0%)    | 0 (0,0%)    |
| Хиспаноамериканци | 0 (0,0%)    | 2 (0,5%)    |
| Укупно            | 310         | 395         |